# Pumais Due
Pumais Due, anche nota come Pumaisdue, è un'azienda italiana, attuale incarnazione della società di doppiaggio Gruppo Trenta, fondata a Roma nel 1980 da Renato Izzo.
Per dieci anni Izzo ne ha affidato la direzione artistica e organizzativa alla figlia Rossella. Negli anni ottanta lavorò a gran parte delle opere Disney dell'epoca.
Dalla fine degli anni novanta, quando si è verificato un cambiamento nell'assetto dei collaboratori fissi, la società ha cambiato il proprio nome in Pumais e, infine, Pumais Due. La nuova incarnazione ha curato le edizioni italiane di numerosi prodotti cinematografici e televisivi.
A formarla sono doppiatori che operano con un contratto in esclusiva e alcuni liberi professionisti spesso presenti nelle produzioni della società stessa.
Tra i principali clienti dell'azienda vi sono Rai, 01 Distribution, Lucky Red, Mediaset, Discovery Channel, Disney, 20th Century Studios, Universal Pictures, Warner Bros. Pictures, Eagle Pictures, Amazon e Sky Italia.

## Doppiatori soci
- Fiamma Izzo
- Rossella Izzo
- Simona Izzo
- Giuppy Izzo
- Francesco Venditti
- Stefano Benassi
- Lilian Caputo
- Giulia Catania
- Ricky Tognazzi
- Monica Ward
- Georgia Lepore
- Rossa Caputo
- Roberta Pellini
- Luigi Morville
- Myriam Catania

## Animazione
- I Puffi
- John e Solfamì
- Gli Snorky
- I Gummi
- I Wuzzles
- I Fluppys
- DuckTales - Avventure di paperi
- Cip & Ciop agenti speciali
- Garfield e i suoi amici (speciali)
- Taron e la pentola magica
- Le avventure di Peter Pan (ridoppiaggio)
- Basil l'investigatopo
- Oliver & Company
- Canto di Natale di Topolino (ridoppiaggio)
- Murder Drones
- Pippo e lo sport in Calciomania
- Zio Paperone alla ricerca della lampada perduta
- Daffy Duck's Quackbusters - Agenzia acchiappafantasmi
- Lucy May